# Naturschutzgebiet Diemelsberg / Kolsberg

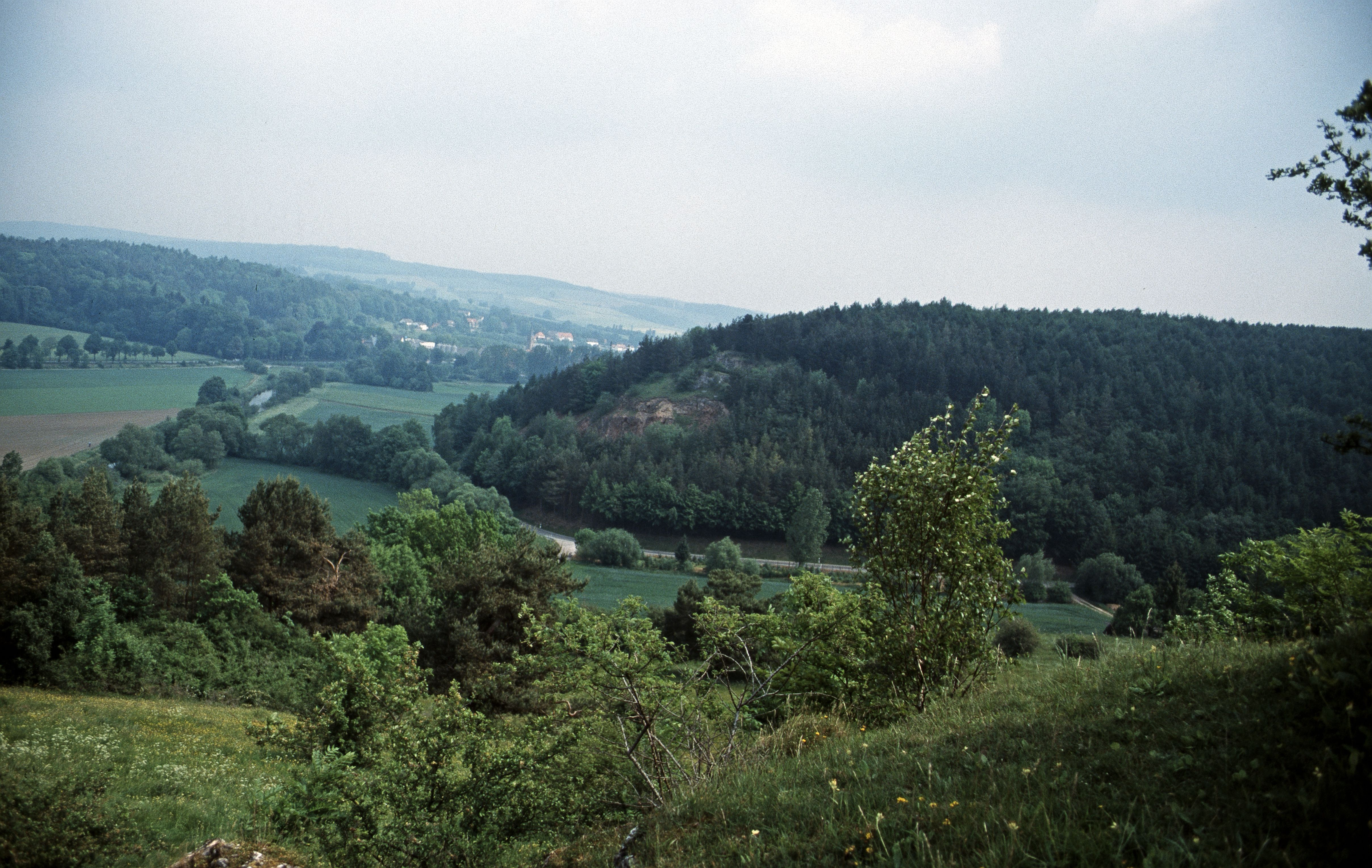
Wald links hinten gehört zum Naturschutzgebiet Diemelsberg / Kolsberg

Das Naturschutzgebiet Diemelsberg / Kolsberg mit einer Größe von 49,63 ha liegt westlich von Westheim im Stadtgebiet von Marsberg im Hochsauerlandkreis. Es wurde 2008 mit dem Landschaftsplan Marsberg als Naturschutzgebiet (NSG) ausgewiesen. Teilweise grenzt im Süden direkt die B 7 an. Im Osten grenzt direkt der Park vom Gut Westheim an.

## Beschreibung
Den Untergrund des NSG bildet Kalkstein. Das NSG umfasst einen artenreichen Rotbuchenwald an den Hängen des Diemelsberges. Im östlichen NSG-Teil, als Aspergrund bekannt, befindet sich entlang eines Baches ein junger Schluchtwald mit größeren Vorkommen von dem Silberblatt.

## Wert
Die Datenbank vom Landesamt für Natur, Umwelt und Verbraucherschutz Nordrhein-Westfalen schreibt zum NSG: „Wertbestimmend sind die Pflanzengesellschaften des kalkliebenden Buchenmischwaldes, der sich in schattigeren Lagen mit denen des Schluchtwaldes verbindet. Der Biotopkomplex aus für diese Region seltenen Biotoptypen ist hoch repräsentativ und besonders schützenswert im Sinne der Schutzzielkonzeption für den Naturraum. Mäßige Beeinträchtigungen sind durch Forstwirtschaft erkennbar. Vegetationskundlich wertvoll sind die artenreichen Pflanzengesellschaften des Buchenmischwaldes sowie des Schluchtwaldes. Das Gebiet ist ein wichtiges Trittsteinbiotop im Verbund der Kalkbuchenwälder entlang der Nordhänge des Diemeltales mit herausragender Bedeutung.“